# Psychomyia mahayinna
Psychomyia mahayinna är en nattsländeart som beskrevs av Schmid 1961. Psychomyia mahayinna ingår i släktet Psychomyia och familjen tunnelnattsländor. Inga underarter finns listade i Catalogue of Life.